# Epidermale groeifactor

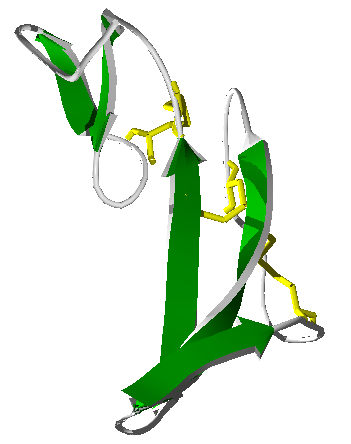
Driedimensionale structuur van EGF (PDB 1egf3). Er zijn vijf delen te onderscheiden die zijn georganiseerd in een β-sheet (groen), evenals de aanwezigheid van drie zwafelbruggen tussen de ketens (geel).

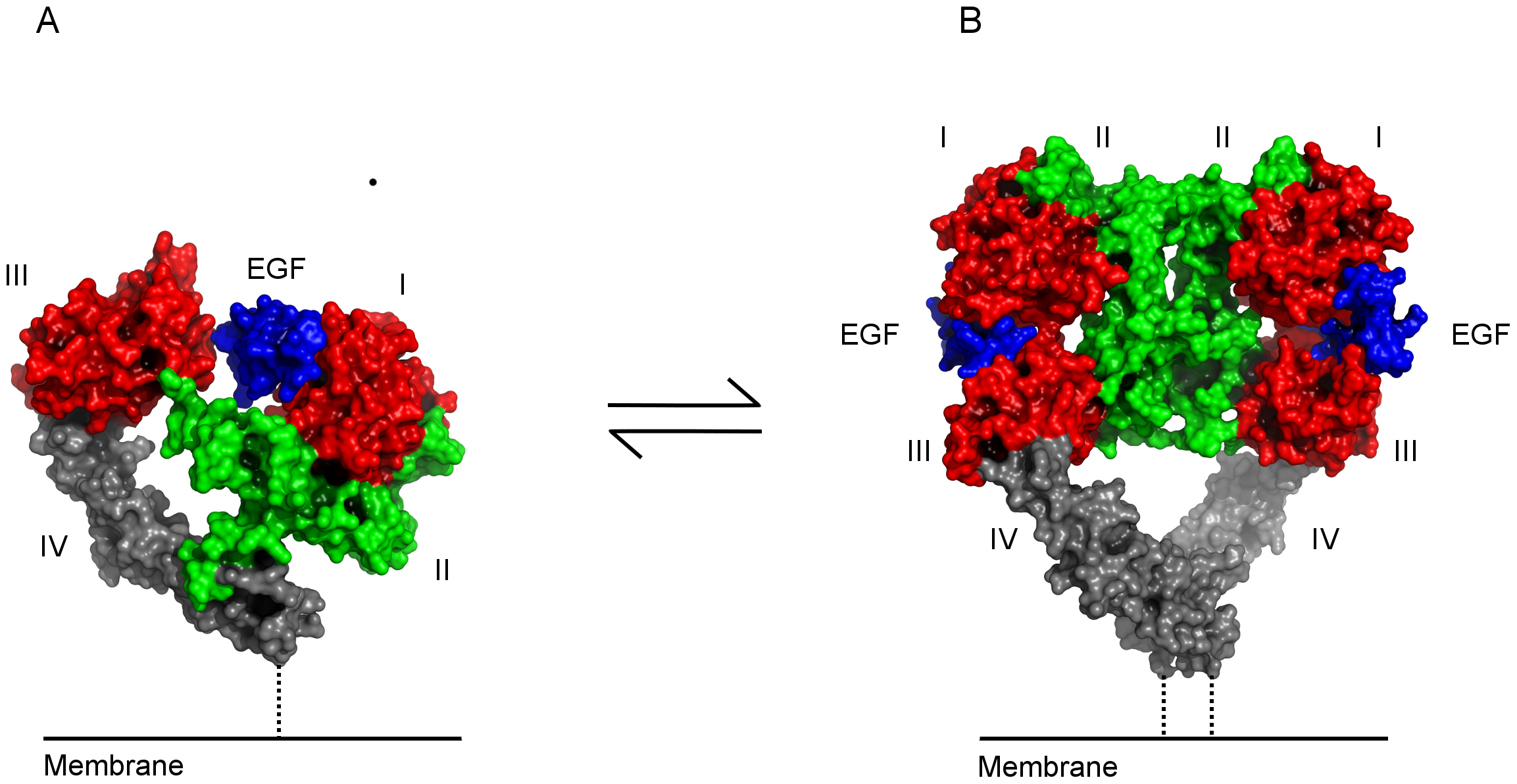
Structureel model van ligandafhankelijke activering van EGFR.
A) Structuur van EGF (blauw) gebonden aan domein I van de auto-inhibitie conformatie van het extracellulaire domein. De twee ligandbindende domeinen zijn rood gekleurd, domein II groen en domein IV grijs.
B) Bij ligandbinding coördineert EGFR de twee ligandbindende domeinen op een klemachtige manier en treedt dimerisatie op.

De epidermale groeifactor (EGF) is een proteïne die celgroei en celdifferentiatie stimuleert door binding aan zijn receptor, epidermale groeifactor receptor (EGFR; HER1 bij mensen). Het bijvoeglijke naamwoord ‘epidermale’ in epidermale groeifactor is historisch bepaald. EGF is namelijk niet alleen actief in de epidermis, maar ook in andere weefsels. De binding van dit hormoon aan de epidermale groeifactor receptor (EGFR) veroorzaakt zeer snelle mitotische activiteit in de beoogde weefsels. De interactie van het EGF-eiwit met zijn voorloperproteïnen en receptorproteïnen is een van de best bestudeerde signaaltransductieroutes op het gebied van kankeronderzoek.
EGF wordt gesynthetiseerd als een voorloperproteïne, die bij muizen 1.217 aminozuurresiduen heeft, voordat het wordt gesplitst in een peptide van 53 aminozuren (residuen 977 tot 1029), wat overeenkomt met een molecuulmassa van 6,4 kDa. De actieve vorm vertegenwoordigt ongeveer 4% van de massa van de voorloper. De aanwezigheid van drie intramoleculaire zwavelbruggen (Cys6-Cys20, Cys14-Cys31, Cys33-Cys42). (Cys=Cystine) verhoogt aanzienlijk de stabiliteit van EGF, evenals de weerstand ervan tegen afbraak door proteasen, terwijl de structuur wordt gedwongen een stijve conformatie aan te nemen. De genetische informatie van EGF is gecodeerd in chromosoom 4 (4q25). Defecten in het gen zijn de oorzaak van hypomagnesiëmie type 4. Dysregulatie van dit gen is in verband gebracht met de groei en progressie van bepaalde kankers. Alternatieve splicing resulteert in meerdere transcriptievarianten, waarvan er ten minste één codeert voor een proteïne-precursor die proteolytisch wordt verwerkt.
EGF werd oorspronkelijk beschreven als een afgescheiden peptide die werd aangetroffen in de onderkaakspeekselklieren van muizen en in menselijke urine. EGF is sindsdien aangetroffen in veel menselijke weefsels, waaronder bloedplaatjes, de onderkaakspeekselklier, de oorspeekselklier, urine, moedermelk, tranen en bloedplasma.[11] Aanvankelijk stond menselijke EGF bekend als urogastrone.
Tijdens de innesteling van het embryo brengt het baarmoederslijmvlies EGF tot expressie, dat zal worden herkend door de embryonale pool van de blastocyste, waardoor herkenning en innesteling begint.

## Functie
EGF zorgt door binding met zijn epidermale groeifactor receptor (EGFR) voor proliferatie, differentiatie en overleving van de cel.
Speeksel-EGF, dat lijkt te worden gereguleerd door jodium in het dieet, speelt ook een belangrijke fysiologische rol bij het behoud van de integriteit van farynx-slokdarmweefsel en maagwandweefsel. De biologische effecten van speeksel-EGF omvatten genezing van orale en maagzweren, remming van maagzuursecretie, stimulatie van DNA-synthese en slijmvliesbescherming tegen in de maag voorkomende schadelijke stoffen, zoals maagzuur, galzuren, pepsine en trypsine en tegen fysieke, chemische en bacteriële agentia.

## Signaaltransductie

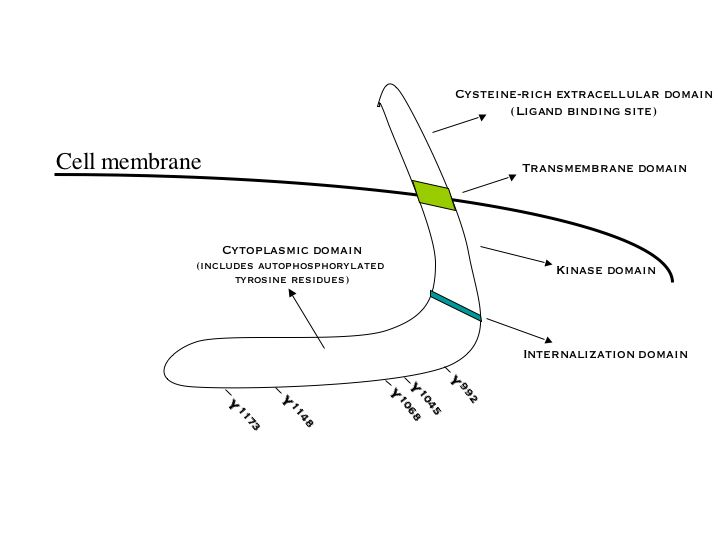
Diagram van de EGF-receptor met belangrijke domeinen

Signaaltransductie

De epidermale groeifactor is een hydrofiel eiwit en kan daarom het hydrofobe celmembraan niet passeren. De overdracht van informatie naar het interne cytoplasma van de cel vindt plaats door binding aan de specifieke, transmembrane EGF-receptor (EGFR). Deze binding induceert dimerisatie van de receptor. EGFR-dimerisatie stimuleert de intrinsieke intracellulaire proteïne-tyrosinekinase-activiteit. Als gevolg hiervan vindt autofosforylering van verschillende tyrosine (Y)-residuen in het C-terminusdomein van EGFR plaats. Deze omvatten Y992, Y1045, Y1068, Y1148 en Y1173, zoals weergegeven in het aangrenzende diagram.[11] Gefosforyleerde tyrosinen dienen als anker- of koppelpunt voor eiwitten in het SH2-domein (SRC-homologiedomein) en maken interactie met andere eiwitten mogelijk.
Vier belangrijke eiwitten van dit type binden aan de receptor:
- PLCy (Fosfolipase C-gamma);
- GRB2;
- GAP (GTPase-activerend proteïne);
- SRC (Rous-sarcoomproteïne).

Fosfolipase katalyseert de reactie PIP2 (fosfatidylinositolbifosfaat) → IP3 (inositoltrifosfaat) + DAG (diglyceride). IP3 verbindt zich met een ionkanaal in het endoplasmatisch reticulum, dat de afgifte van het calciumion veroorzaakt. DAG activeert PKC (een type C-proteïnekinase), die door het basale calciumniveau (100 nanomol per liter) onvoldoende wordt geactiveerd.
GRB2 heeft een SH3-domein dat de RasGEF (GDP-uitwisselingsfactor) rekruteert, waardoor het GDP (Guanosinedifosfaat). van een RAS-achtig G-eiwit wordt vervangen door een GTP (Guanosinetrifosfaat). RAS-GTP kan vervolgens een RAF kinase naar het membraan rekruteren, dat wordt gefosforyleerd door PKC (de reactie wordt gekatalyseerd door SRC). Raf1-P ligt aan de oorsprong van een reeks cascade-activaties door fosforylering van een reeks hyaloplasmatische MAP-kinasen; MEK en vervolgens ERK. In gefosforyleerde vorm (ERK-P) komt het de celkern binnen en activeert verschillende transcriptiefactoren door fosforylering.
Gefosforyleerde RAF kan vervolgens een MAP-kinase (Mitogeen geactiveerd) fosforyleren en activeren, die op zijn beurt een MAP-kinase activeert. Deze laatste fosforyleert de transcriptiefactoren JUN en TCF die respectievelijk de expressie van de oncogenen Jun en Fos veroorzaken.
Deze route leidt dus vooral tot een toename van de transcriptieactiviteit van de cel en een toename van de DNA-replicatie, wat resulteert in een stimulering van de celgroei en -deling (mitose).

## Isovormen

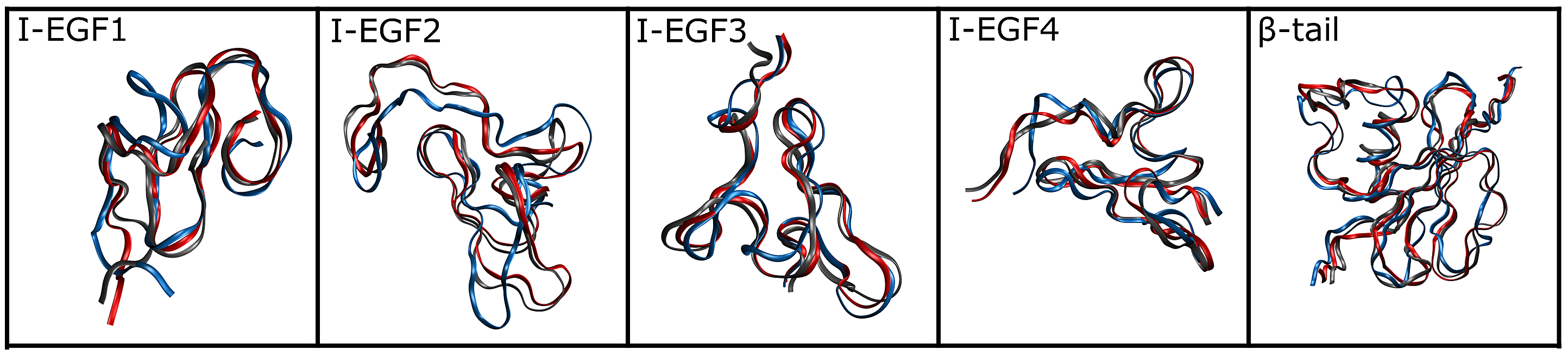
EGF1, EGF2, EFG3 en EFG4 met integrine

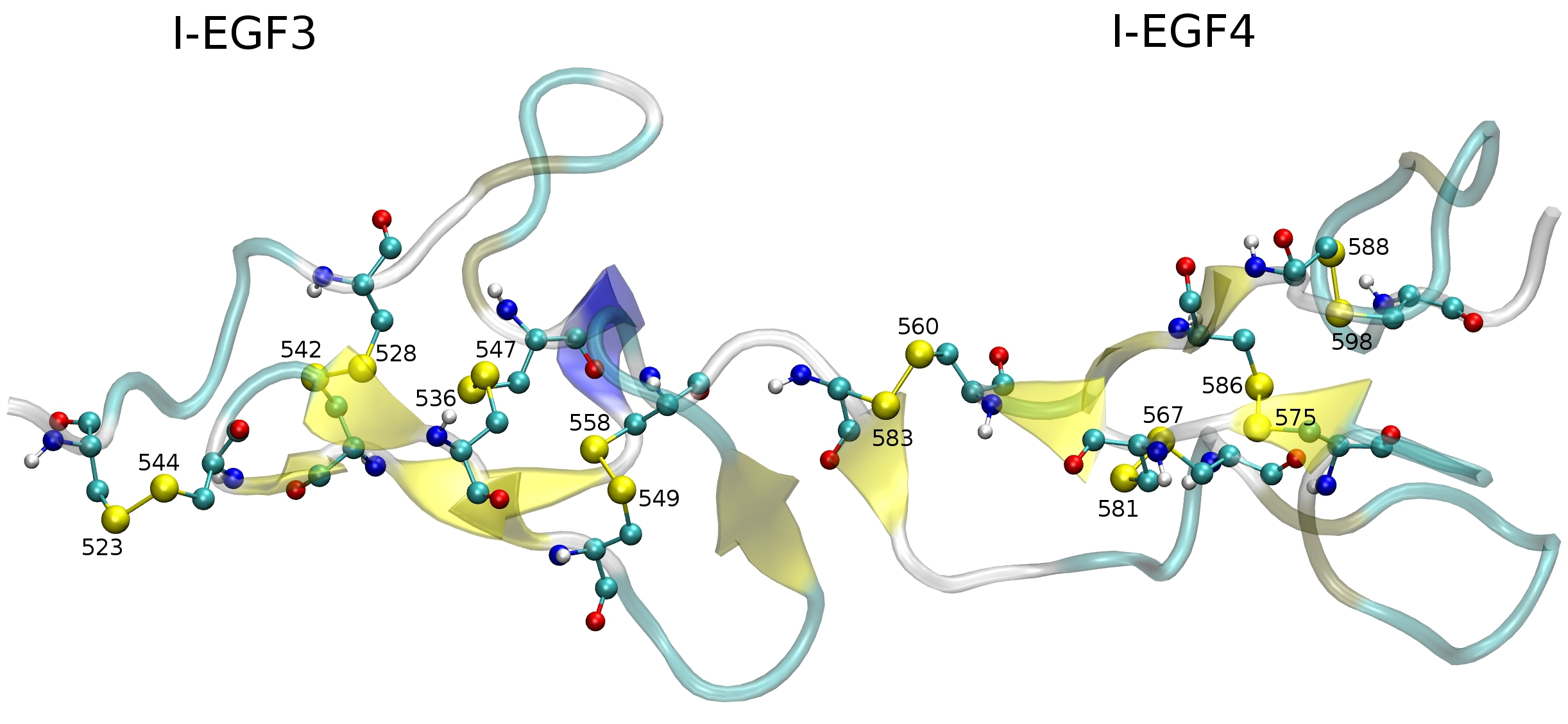
Cysteïneresiduen met integrine worden weergegeven in ballen en stokjes en genummerd zoals in het volwassen proteïne.

Er zijn acht isovormen van EGF die het resultaat zijn van alternatieve splicing van mRNA van een enkel EGF-gen: EGF1, EGF2, EFG3, EFG4, EGF5, EGF6, EGF7 en EGF8. EGF1 mist één zwavelbrug (C2-C4) ten opzichte van EGF 2, 3 en 4, waardoor het C-terminus uiteinde van EGF1 opmerkelijk kan buigen ten opzichte van zijn N-terminus uiteinde. EGF2 is vereist voor de expressie van Proteïne S-activiteit.

## Virusinfectie
EGF is een molecuul dat kan binden aan een proto-oncogene EGF-type receptor, waarbij viraal RNA kan integreren en ervoor kan zorgen dat niet alleen de gastheercel deelneemt aan de replicatie van het virus zoals het geval is voor alle virussen, maar dat bovendien de gastheercel ook wordt getransformeerd en een kankercel wordt waarin de EGF-receptor niet langer zijn normale werking heeft en zal deelnemen aan celproliferatie. In het geval van de EGF-receptor zal deze in een abnormale cel tot overexpressie komen of zullen er activerende mutaties plaatsvinden, wat in alle gevallen leidt tot celproliferatie vanwege de cascade van reacties die beschreven zijn bij de signaaltransductie.
Voorbeelden van dit type infectie zijn onder ander influenzavirus (IAV), humaan cytomegalovirus (HCMV) en hepatitis B (HBV).

## Medische toepassingen

Diabetische hielzweer

Recombinante humane epidermale groeifactor (rhEGF), verkocht onder de merknaam Heberprot-P, wordt gebruikt om diabetische voetzweren te behandelen. Het kan worden toegediend door injectie in de wondplek of kan plaatselijk worden gebruikt. Voorlopig bewijs toont verbeterde wondgenezing. De veiligheid is echter slecht onderzocht.
EGF wordt gebruikt om synthetische steigers te modificeren voor de productie van bio-engineered transplantaten door middel van emulsie-elektrospinning of oppervlaktemodificatiemethoden.

De monoklonale antistof cetuximab bindt aan de epidermale groeifactor receptor (EGFR; HER1 bij mensen) en voorkomt zo dat EGF zich bindt. Cetuximab en panitumumab worden gebruikt bij de behandeling van darmkanker en keelkanker.
Het monoklonale antilichaam trastuzumab bindt zich aan de receptor HER2 en voorkomt zo de binding van EGF. Trastuzumab wordt gebruikt bij de behandeling van borstkanker. Ongeveer 30% van de borstkankers is HER2/neu-positief.

### Botregeneratie
EGF speelt een versterkende rol bij de osteogene differentiatie van tandpulpastamcellen (DPSC's) omdat het in staat is de extracellulaire matrixmineralisatie te verhogen. Een lage concentratie EGF (10 ng/ml) is voldoende om morfologische en fenotypische veranderingen te induceren. Deze gegevens suggereren dat DPSC's in combinatie met EGF een effectieve stamceltherapie kunnen zijn voor engineering van botweefsel met toepassingen in de parodontologie en tandimplantaattechnologie.

## Geschiedenis
EGF was de tweede groeifactor die werd geïdentificeerd. Aanvankelijk stond menselijke EGF bekend als urogastrone. Stanley Cohen ontdekte EGF toen hij samenwerkte met Rita Levi-Montalcini aan de Washington University in St. Louis tijdens experimenten waarin ze onderzoek deden naar zenuwgroeifactoren. Voor deze ontdekkingen kregen Levi-Montalcini en Cohen in 1986 de Nobelprijs voor Fysiologie of Geneeskunde.